# Gustav A. Schneebeli

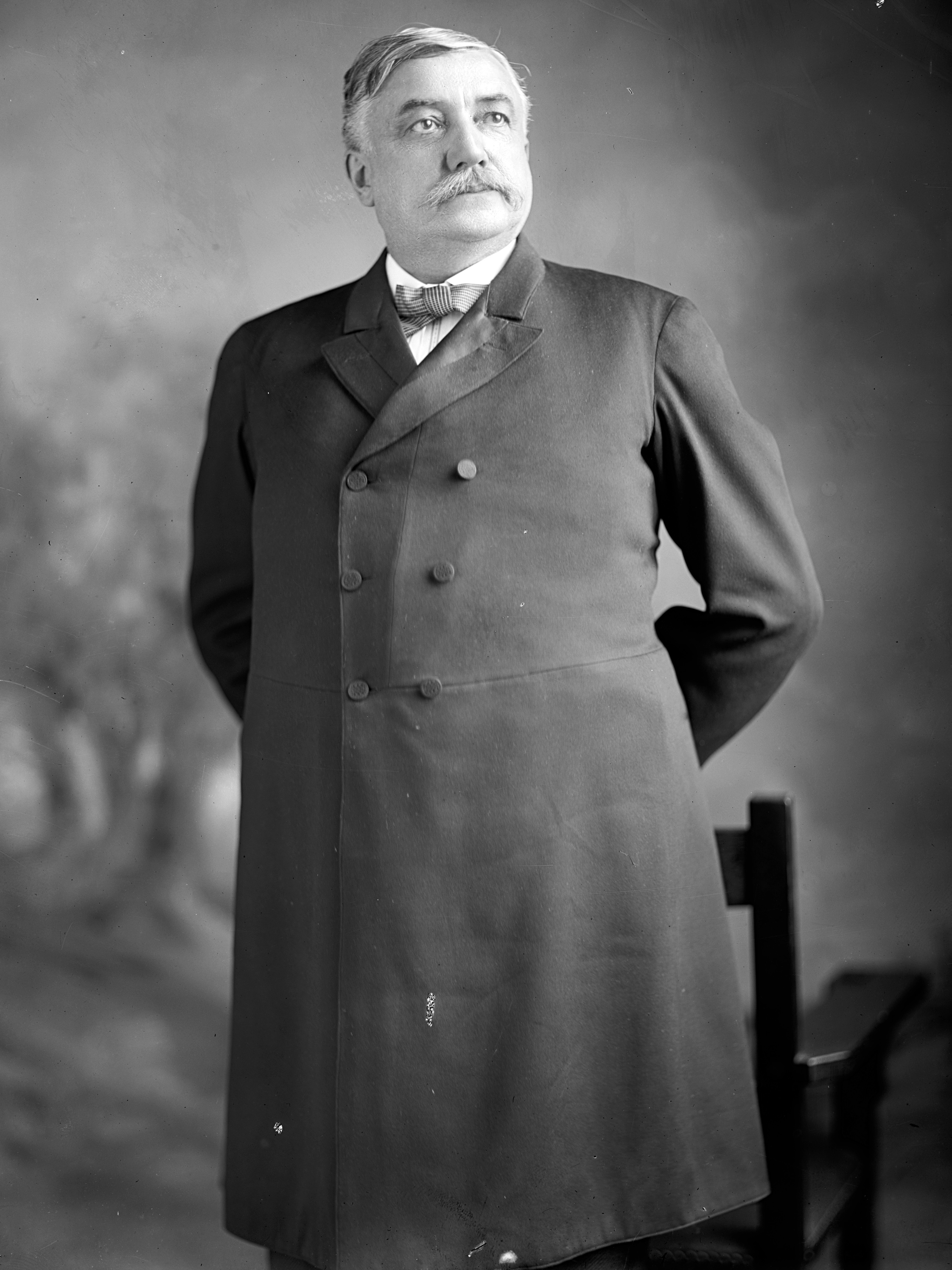
Gustav A. Schneebeli

Gustav Adolphus Schneebeli (* 23. Mai 1853 in Neusalz, Preußen; † 6. Februar 1923 in Nazareth, Pennsylvania) war ein deutschamerikanischer Politiker. Zwischen 1905 und 1907 vertrat er den Bundesstaat Pennsylvania im US-Repräsentantenhaus.

## Werdegang
Gustav Schneebeli wurde in Neusalz geboren. Er wanderte mit seinen Eltern in die Vereinigten Staaten aus, wo sich die Familie in Bethlehem (Pennsylvania) niederließ. Dort besuchte er auch die öffentlichen Schulen. Später zog er nach Nazareth, wo er im Handel arbeitete. Im Jahr 1888 gründete er eine Firma, die Spitzenware herstellte, deren alleiniger Chef er war. Politisch wurde er Mitglied der Republikanischen Partei.
Bei den Kongresswahlen des Jahres 1904 wurde Schneebeli im 26. Wahlbezirk von Pennsylvania in das US-Repräsentantenhaus in Washington, D.C. gewählt, wo er am 4. März 1905 die Nachfolge des Demokraten Joseph Horace Shull antrat. Da er im Jahr 1906 nicht bestätigt wurde, konnte er bis zum 3. März 1907 nur eine Legislaturperiode im Kongress absolvieren.
Nach dem Ende seiner Zeit im US-Repräsentantenhaus nahm Gustav Schneebeli seine frühere Tätigkeit in der Spitzenwarenindustrie wieder auf. Er starb am 6. Februar 1923 in Nazareth, wo er auch beigesetzt wurde.